# Liste der Stolpersteine in Remscheid-Lüttringhausen

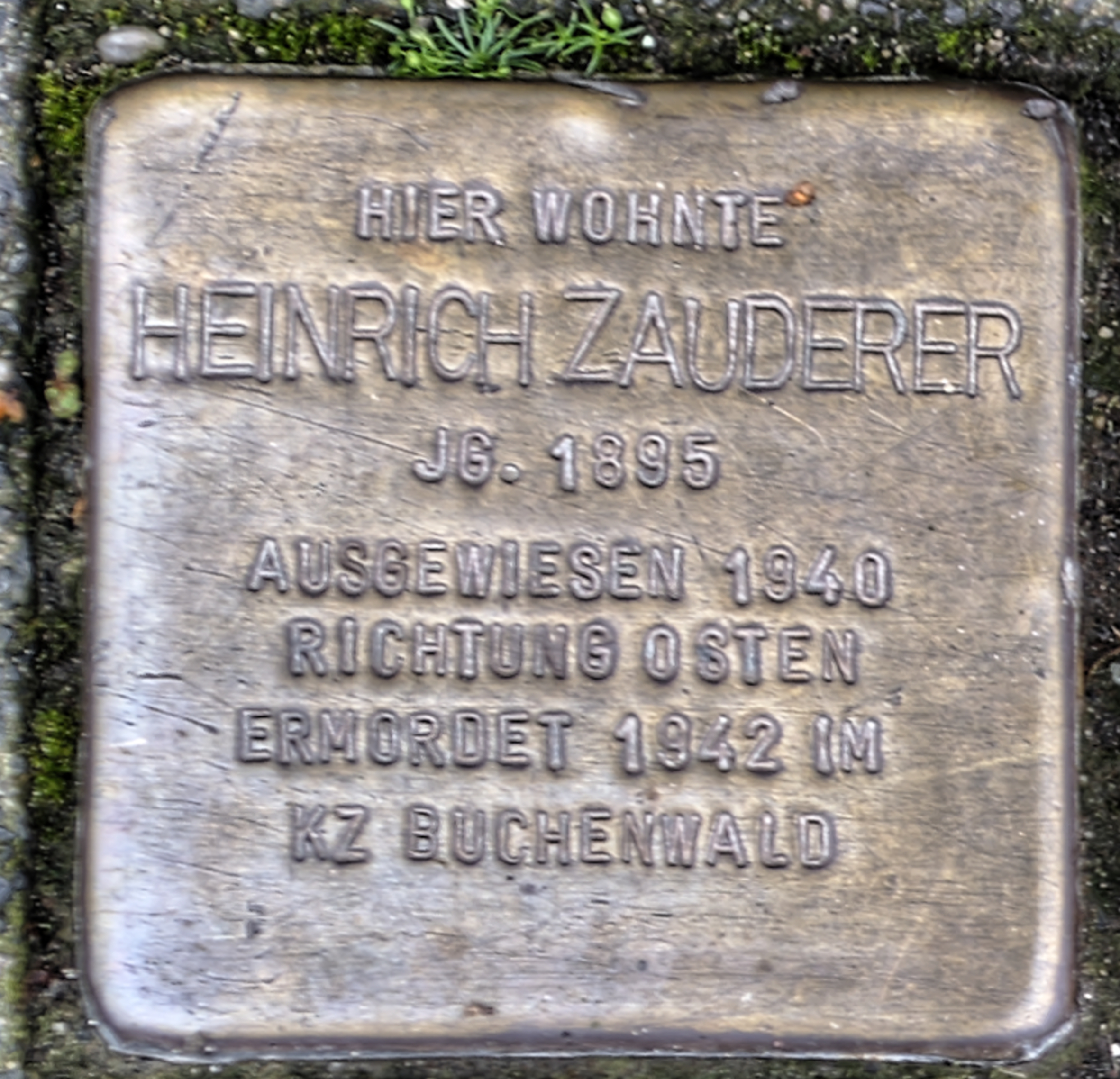
Der erste Stolperstein in Remscheid

Die Liste der Stolpersteine in Remscheid-Lüttringhausen enthält Stolpersteine, die im Rahmen des gleichnamigen Kunst-Projekts von Gunter Demnig in Remscheid-Lüttringhausen verlegt wurden. Mit ihnen soll Opfern des Nationalsozialismus gedacht werden, die in Remscheid-Lüttringhausen lebten und wirkten. Die Informationen zu den Steinen sind der Dokumentation der Stolpersteine in Remscheid entnommen.
Diese Liste ist Teil der Liste der Stolpersteine in Remscheid

## Liste der Stolpersteine
| Nr. | Person               | Adresse                  | Inschrift | Bild | weitere Informationen |
| --- | -------------------- | ------------------------ | --- | ---- | --- |
| 90  | Siegfried Marienthal | Tannenhof ⊙              | Hier lebte Siegfried Marienthal Jg. 1877 Eingewiesen 1903 Heilanstalt Tannenhof 'Verlegt' 15.2.1941 Hadamar ermordet 15.2.1941 Aktion T4        |      | Siegfried Marienthal wurde am 8. März 1877 in Bochum geboren und war wohnhaft in Bochum, Düsseldorf und Remscheid in der Evangelischen Stiftung Tannenhof, in die er bereits 1903 eingewiesen wurde. Am 12. Februar 1941 wurde er in die Heil- und Pflegeanstalt Düsseldorf-Grafenberg und am 15. Februar 1941 in die Tötungsanstalt Hadamar überführt, wo er am gleichen Tag als Opfer der Euthanasie ermordet wurde. |
| 91  | Else Gutmann         | Tannenhof ⊙              | Hier lebte Else Gutmann Jg. 1898 Eingewiesen 1926 Heilanstalt Tannenhof 'Verlegt' 14.2.1941 Hadamar ermordet 14.2.1941 Aktion T4                |      | Else Gutmann wurde am 22. Oktober 1898 in Freiwaldau / Sagan in Schlesien geboren und war wohnhaft in Remscheid in der Evangelischen Stiftung Tannenhof, in die sie bereits 1926 eingewiesen wurde. Am 12. Februar 1941 wurde sie in die Heil- und Pflegeanstalt Düsseldorf-Grafenberg und am 14. Februar 1941 in die Tötungsanstalt Hadamar überführt, wo sie am gleichen Tag als Opfer der Euthanasie ermordet wurde. |
| 89  | Hermann Schmidt      | Kreuzbergstraße 15 ⊙     | Hier lebte Hermann Schmidt Ratsher 1926-29 Jg. 1874 verhaftet 1943 KZ Sachsenhausen ermordet 1945                                               |      | |
|     | Klementine Winter    | Barmer Straße 22 ⊙       | Hier lebte Klementine Winter gb. Lion Jg. 1879 Deportiert ermordet in Auschwitz                                                                 |      | Klementine Lion wurde am 5. November 1879 in Krefeld geboren. Sie war wohnhaft in Kempen, Aurich und Dortmund. Sie war mit Julius Winter verheiratet und hatte die Kinder Gertrud und Hermann. Sie lebte bis 30. Mai 1939 in Remscheid und anschließend in Aurich. Von Kempen wurde sie über Dortmund nach Theresienstadt und weiter nach Auschwitz deportiert. |
|     | Hermann Winter       | Barmer Straße 22 ⊙       | Hier lebte Hermann Winter Jg. 1911 Deportiert 1941 ermordet in Łódź                                                                             |      | Hermann Rudolf Winter wurde am 8. Mai 1911 in Willich geboren und war wohnhaft in Remscheid. Vom 17. November 1938 bis zum 12. Januar 1939 war er im Konzentrationslager Dachau inhaftiert. Am 27. Oktober 1941 wurde er von Düsseldorf in das Ghetto Litzmannstadt deportiert. |
|     | Gertrud Winter       | Barmer Straße 22 ⊙       | Hier lebte Gertrud Winter Jg. 1909 Deportiert 1941 ermordet in Łódź                                                                             |      | Gertrud Winter wurde am 17. März 1909 in Willich geboren und war wohnhaft in Wuppertal und Remscheid. Am 27. Oktober 1941 wurde sie von Düsseldorf in das Ghetto Litzmannstadt und am 6. Mai 1942 weiter in das Vernichtungslager Kulmhof/Chelmno deportiert wo sie am 7. Mai 1942 ermordet wurde. |
|     | Julius Winter        | Barmer Straße 22 ⊙       | Hier lebte Julius Winter Jg. 1875 Deportiert 1941 ermordet in Theresienstadt                                                                    |      | Julius Winter wurde am 28. Mai 1875 in Glehn geboren. Er war wohnhaft in Aurich und Willich und Dortmund. Er lebte bis 30. Mai 1939 in Remscheid und anschließend in Aurich. Er wurde am 17. Mai 1943 in das Ghetto Theresienstadt deportiert und wurde dort am 17. Mai 1943 ermordet. |
|     | Hans Hagen           | Richard-Pick-Straße 10 ⊙ | Hier lebte Hans Hagen Jg. 1904 verhaftet 1938 Gefängnis Remscheid verurteilt § 175 Landgericht Wuppertal 1940 Sachsenhausen ermordet 24.03.1941 |      | Hans Hagen wurde am 8. Oktober 1904 in Lüttringhausen geboren. Der Eisbahnschlosser war in seiner Freizeit beim BV 08 Lüttringhausen aktiv, dessen erster Vorsitzender er 1938/39 war. Am 26. August 1939 wurde er verhaftet auf Grund seiner homosexuellen Kontakte und Verstoß gegen den verschärften § 175 StGB. Er kam in das Gefängnis Remscheid und später nach Wuppertal. Er wurde wegen der Verwürfe in 3 Fällen verurteilt und anschließend am 1. Februar 1941 in das Konzentrationslager Sachsenhausen deportiert. Er starb dort am 24. März 1941. Laut der amtlichen Sterbeurkunde starb er an „Versagen von Herz und Kreislauf, Grundleiden: Lungenemphysem, Herzbeutelwassersucht“. |
|     | Johann Diesenberger  | Klausener Straße 123     | Hier wohnte Johann Diesenberger Jg. 1906 deportiert März 1943 Auschwitz KZ Buchenwald KZ Mittelbau-Dora Todesmarsch überlebt                    |      | |
|     | Maria Meinhard       | Klausener Straße 123     | Hier wohnte Maria Meinhard Jg. 1904 deportiert März 1943 Auschwitz ermordet                                                                     |      | |
|     | Friedel Meinhard     | Klausener Straße 123     | Hier wohnte Friedel Meinhard Jg. 1925 deportiert März 1943 Auschwitz KZ Buchenwald KZ Mittelbau-Dora Todesmarsch überlebt                       |      | |
|     | Christine Meinhard   | Klausener Straße 123     | Hier wohnte Christine Meinhard Jg. 1928 deportiert März 1943 Auschwitz ermordet                                                                 |      | |
|     | Johanna Meinhard     | Klausener Straße 123     | Hier wohnte Johanna Meinhard Jg. 1930 deportiert März 1943 Auschwitz ermordet                                                                   |      | |
|     | Johannes Meinhard    | Klausener Straße 123     | Hier wohnte Johannes Meinhard Jg. 1932 deportiert März 1943 Auschwitz ermordet                                                                  |      | |
|     | Maria Meinhard       | Klausener Straße 123     | Hier wohnte Maria Meinhard Jg. 1935 deportiert März 1943 Auschwitz ermordet                                                                     |      | |
|     | Heinz Meinhard       | Klausener Straße 123     | Hier wohnte Heinz Meinhard Jg. 1941 deportiert März 1943 Auschwitz ermordet                                                                     |      | |